# Плотная упаковка равных сфер
| Иллюстрация плотной упаковки равных сфер в решётки ГП (ГПУ) (слева) и ГЦК (справа) |
| ГЦК-упаковка, рассматриваемая в направлении осей симметрии 4-го порядка |
| Отдельный слой плотной упаковки |
| Показана укладка одиннадцати шаров ГП (ГПУ) решётки. ГП(ГПУ)-укладка отличается от верхних трёх слоёв ГЦК укладки на рисунке ниже только нижним слоем. Она может быть преобразована в ГЦК-укладку путём вращения или сдвига одного из слоёв. В реальном кристалле большого размера такое тоже может произойти при определённых условиях (это будет фазовый переход). |
| Несколько слоёв ГЦК-укладки. Заметьте, как смежные шары вдоль каждого ребра правильного тетраэдра расположены относительно друг друга, и сравните с ГП (ГПУ) упаковкой на рисунке выше. |

Плотная упаковка равных сфер — такое расположение одинаковых неперекрывающихся сфер в пространстве, при котором занимаемая внутренними областями этих сфер доля пространства (плотность упаковки) максимальна, а также задача комбинаторной геометрии о поиске этой упаковки.
Карл Фридрих Гаусс доказал, что самая высокая плотность упаковки в трёхмерном пространстве, которая может быть достигнута простой регулярной упаковкой, равна
{\displaystyle {\frac {\pi }{3{\sqrt {2}}}}\simeq 0,74048.}
Эта плотность достигается в упаковках в гранецентрированную кубическую (ГЦК) и гексагональную плотноупакованную (ГП, ГПУ) решётки (см. ниже). Гипотеза Кеплера утверждает, что эта упаковка имеет наивысшую плотность среди всех возможных упаковок сфер, регулярных и нерегулярных. Эту гипотезу доказал Т. К. Хейлз после многолетнего труда по программированию вычислений, необходимых для доказательства.

## Решётки ГЦК и ГП (ГПУ)
| ГЦК | ГЦК | ГП (ГПУ) |
| --- | --- | -------- |
| |     |          |
| ГЦК-упаковка может быть ориентирована по-разному, и в зависимости от ориентации отдельный её слой имеет квадратную или треугольную упаковку. Это можно видеть по кубооктаэдру с 12 вершинами, представляющими положения центров 12 сфер вокруг центральной сферы. ГП (ГПУ)-упаковку можно рассматривать как слои, упакованные в треугольную упаковку, где сферы соседнего слоя находятся в вершинах трёхскатного прямого бикупола, проходящего через центры сферы данного слоя. |     |          |
| Сравнение ГЦК и ГП (ГПУ) упаковок |     |          |
| |     |          |
| ГП (ГПУ) упаковка (слева) и ГЦК упаковка (справа). Контуры соответствующих решёток Браве показаны красным. Буквы показывают, какие слои в упаковке совпадают (нет сдвига относительно друг друга в горизонтальной плоскости): так, в ГП (ГПУ) упаковке над слоем A находится слой B, а над ним — вновь слой A, в котором сферы находятся на тех же позициях, что и на других слоях A. В ГЦК упаковке показано три слоя, и все они различны: над слоем A находится B, над B — C, и лишь над C снова будет A. Заметим, что ГЦК упаковку можно перевести в ГП (ГПУ) упаковку путём сдвига слоёв, как показано пунктирной линией. |     |          |

Существует две простые регулярные упаковки, на которых достигается максимальная средняя плотность. Они называются гранецентрированная кубическая (ГЦК) (или кубическая плотная упаковка) и шестиугольная плотная упаковка (ГП или ГПУ = Гексагональная плотноупакованная ячейка или решётка), в зависимости от симметрий решётки. Обе упаковки основываются на слоях сфер с центрами в вершинах треугольной мозаики. Обе упаковки можно представить как стопку одинаковых листов, внутри которых сферы уложены в треугольную решётку (плотноупакованных слоёв); ГЦК и ГП (ГПУ) отличаются положением этих листов относительно друг друга.
Расположение сфер в ГЦК упаковке образует одноимённую решётку. Расположение сфер в ГПУ упаковке не образуют решётку, однако является регулярным в том смысле, что все положения сфер неразличимы — группа симметрии ГПУ упаковки действует транзитивно на сферы.
ГЦК решётка в математике известна как решётка, генерируемая системой корней A3. В англоязычной литературе данный вид ячейки называется face-centered cubic (fcc). ГП (ГПУ) решётка в англоязычной литературе называется hexagonal close-packed (hcp).

### Расположение и незаполненное пространство
Взяв за точку отсчёта один из плотноупакованных слоёв шаров, можно разделить остальные на различные типы в зависимости от того, как они расположены относительного первого слоя в смысле горизонтального сдвига. Таких типов три, и их принято обозначать A, B и C.
Относительно уровня с шаром A (см. рисунок слева «Сравнение ГЦК и ГП (ГПУ) упаковок») возможны различные положения шаров B и C. Любая последовательность позиций A, B и C по слоям без повторения в соседних слоях возможна и даёт упаковку той же плотности.
Наиболее правильные упаковки:
- ГЦК = ABCABCA (уровни совпадают через два);
- ГП (ГПУ) = ABABABA (уровни совпадают через один).

Тем не менее, та же самая плотность упаковки может быть достигнута альтернативной послойной укладкой тех же плотных упаковок сфер в плоскости, включая структуры, которые апериодичны в направлении слоёв укладки.
Имеется несчётное число нерегулярных расположений плоскостей (например, ABCACBABABAC…), которые иногда называются «упаковками Барлоу», по имени кристаллографа Уильяма Барлоу.
В плотной упаковке расстояние между центрами сфер в плоскости плотноупакованного слоя равно диаметру сферы. Расстояние между центрами сфер в проекции на ось, перпендикулярную плотноупакованному слою, равно
{\displaystyle {\text{pitch}}_{Z}={\sqrt {6}}\cdot {d \over 3}\approx 0,81649658d,}
где d — диаметр сферы. Это следует из тетраэдрального расположения сфер в плотной упаковке.
Как в ГЦК, так и в ГП (ГПУ) укладках каждая сфера имеет двенадцать соседей (иными словами, координационное число для любой сферы в них равно 12). Вокруг сферы существуют пустые области, окружённые шестью сферами (октаэдрические), и меньшие пустые области, окружённые четырьмя сферами (тетраэдрические). Расстояния до центров этих пустых областей от центров окружающих сфер равно {\displaystyle {\sqrt {\tfrac {3}{2}}}} для тетраэдрических и √2 для октаэдрических пространств, если радиус сферы равен 1. ГЦК упаковка получается, если в очередном слое помещать шары над октаэдрическими пустотами, ГП (ГПУ) — над некоторыми тетраэдрическими.

## Построение решётки
Когда образуется любая решётка упаковки шаров, следует заметить, что если две сферы касаются, может быть проведена прямая из центра одной сферы в центр другой сферы и эта прямая проходит через точку касания. Расстояние между центрами — кратчайший путь между точками — как раз находится на этой прямой, поэтому это расстояние равно r1 + r2 где r1 — радиус одной сферы, а r2 — радиус другой. В плотной упаковке все сферы имеют один радиус r, так что расстояние между центрами равно просто 2r.

### Простая ГП(ГПУ)-решётка

Анимация построения решётки плотной упаковки. Замечание: Если шары третьего уровня (уровень не показан) находится прямо над шарами первого уровня, то получим ГП(ГПУ)-решётку. Если шары третьего уровня расположены над промежутками между шарами первого уровня, то получим ГЦК-решётку.

Для образования A-B-A-B-… шестиугольной плотной упаковки сфер координаты точек решётки будут центрами шаров упаковки. Предположим, что целью является заполнение коробки сферами согласно схеме ГП(ГПУ). Коробка располагается в системе координат x-y-z.
Сначала образуем ряд сфер; их центры будут лежать на одной прямой. Значения координат x будут меняться на величину 2r, поскольку расстояние между центрами двух соприкасающихся сфер равно 2r. Для этих шаров координаты y и z будут одинаковыми. Для простоты положим, что координаты y и z шаров первого ряда равны r, что соответствует расположению поверхностей шаров на плоскостях с нулевыми координатами y и z. Таким образом, координаты шаров первого ряда будут выглядеть как (r, r, r), (3r, r, r), (5r ,r, r), (7r ,r, r), … .
Теперь сформируем второй ряд сфер. Снова центры будут лежать на прямой, и координаты x будут отличаться на 2r, но шары будут сдвинуты по оси на величину r, так что координаты x их центров будут равны координатам точек соприкосновения шаров первого ряда. Поскольку каждая сфера из нового ряда касается двух сфер из нижнего, их центры образуют равносторонние (правильные) треугольники с центрами соседних шаров. Все длины сторон будут равны 2r, так что разница между рядами по координате y будет составлять √3r. То есть вторая строка будет иметь координаты
{\displaystyle \left(2r,r+{\sqrt {3}}r,r\right),\ \left(4r,r+{\sqrt {3}}r,r\right),\ \left(6r,r+{\sqrt {3}}r,r\right),\ \left(8r,r+{\sqrt {3}}r,r\right),\dots .}
Следующая строка сфер следует этому шаблону, сдвигая ряд по оси x на величину r и по оси y на √3r. Добавляем ряды, пока не достигнем границы ящика.

В упаковке A-B-A-B-… плоскости сфер с нечётными номерами будут иметь в точности те же координаты x и y; меняются только координаты z, что верно и для чётных плоскостей. Оба вида плоскостей образуются по той же самой схеме, но положение первой сферы первой строки будет отличаться.
Используем построение, описанное выше, как слой A. Поместим сферу поверх этого слоя так, что она касается трёх сфер слоя A. Эти три сферы уже касаются друг друга, образуя равносторонний треугольник. Поскольку эти три сферы касаются добавленной сферы, четыре центра образуют правильный тетраэдр, все стороны которого равны 2r. Высота этого тетраэдра является разностью координат z между двумя слоями и равна {\displaystyle {\tfrac {2{\sqrt {6}}r}{3}}}.
Комбинация с координатами x и y даёт центры первого ряда плоскости B:
{\displaystyle \left(2r,r+{\frac {{\sqrt {3}}r}{3}},r+{\frac {2{\sqrt {6}}r}{3}}\right),\ \left(4r,r+{\frac {{\sqrt {3}}r}{3}},r+{\frac {2{\sqrt {6}}r}{3}}\right),\ \left(6r,r+{\frac {{\sqrt {3}}r}{3}},r+{\frac {2{\sqrt {6}}r}{3}}\right),\ \left(8r,r+{\frac {{\sqrt {3}}r}{3}},r+{\frac {2{\sqrt {6}}r}{3}}\right),\dots .}
Координаты второго ряда следуют схеме, описанной выше:
{\displaystyle \left(r,r+{\frac {4{\sqrt {3}}r}{3}},r+{\frac {2{\sqrt {6}}r}{3}}\right),\ \left(3r,r+{\frac {4{\sqrt {3}}r}{3}},r+{\frac {2{\sqrt {6}}r}{3}}\right),\ \left(5r,r+{\frac {4{\sqrt {3}}r}{3}},r+{\frac {2{\sqrt {6}}r}{3}}\right),\ \left(7r,r+{\frac {4{\sqrt {3}}r}{3}},r+{\frac {2{\sqrt {6}}r}{3}}\right),\dots .}
Разность z-координат до следующего A-слоя снова равна {\displaystyle {\tfrac {2{\sqrt {6}}r}{3}}}, а x- и y-координаты равны координатам первого A-слоя.
В общем случае координаты центров можно записать в виде:
{\displaystyle {\begin{bmatrix}1+2i+((j\ +\ k){\bmod {2}})\\1+{\sqrt {3}}\left[j+{\frac {1}{3}}(k{\bmod {2}})\right]\\1+{\frac {2{\sqrt {6}}}{3}}k\end{bmatrix}}r}
где i, j и k  — индексы по координатам x, y и z (начинающиеся с нуля), а «a mod b» означает «взятия остатка» от деления {\displaystyle a} на {\displaystyle b}.

## Варианты и обобщения

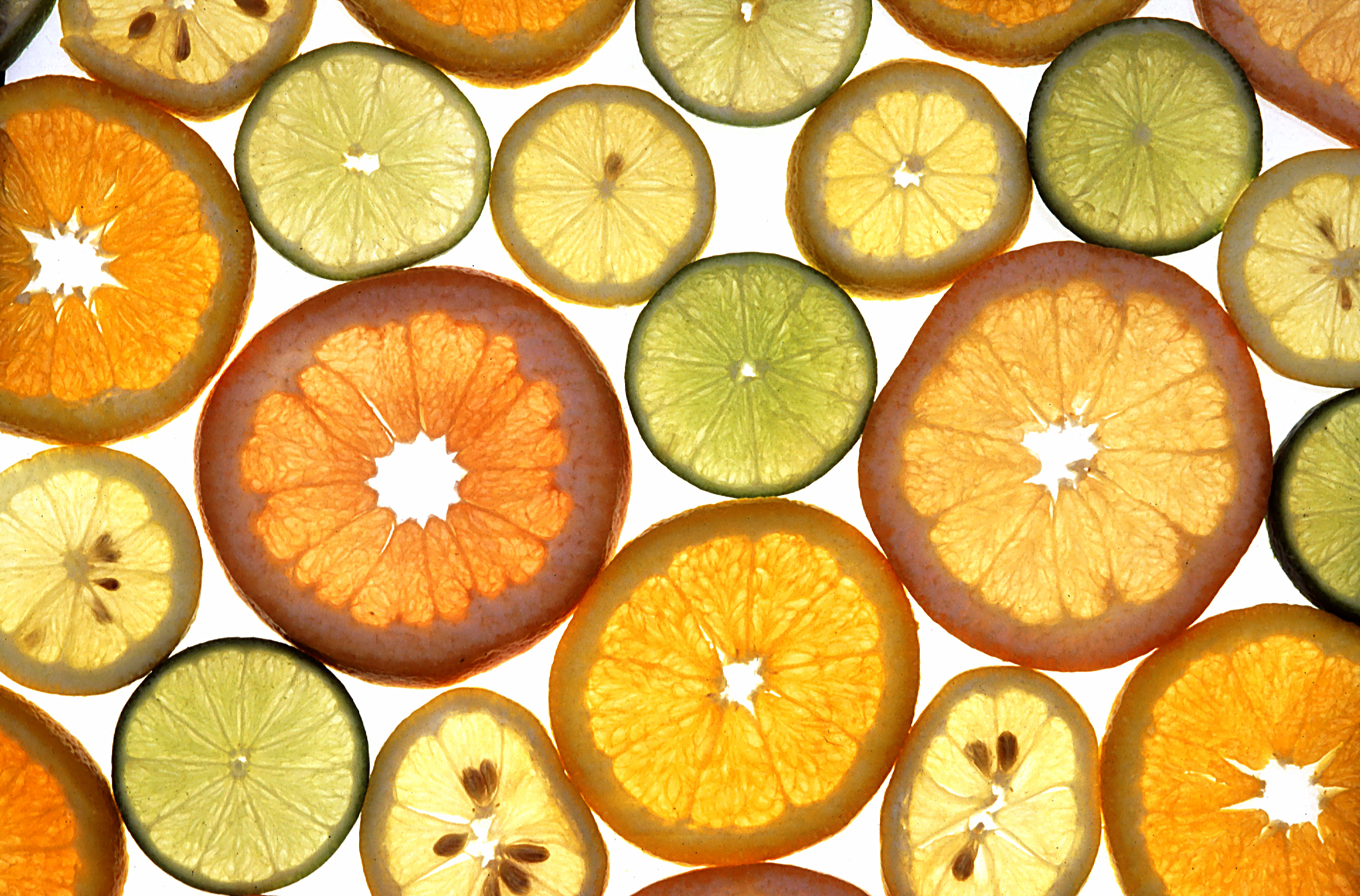
Наиболее эффективный способ упаковать круги разного размера не так уж очевиден

### Пространства иных размерностей
Можно рассмотреть аналогичную задачу плотной упаковки гиперсфер (или окружностей) в евклидовом пространстве размерности, отличной от 3. В частности, двумерном евклидовом пространстве наилучшим заполнением является размещение центров кругов в вершинах паркета, образованного правильными шестиугольниками, в котором каждый круг окружён шестью другими. Именно из таких слоёв построены ГЦК и ГП (ГПУ) упаковки. Плотность данной упаковки:
{\displaystyle {\frac {\pi }{2{\sqrt {3}}}}\approx 0,9069}.

Оптимальная упаковка кругов на плоскости

В 1940 году было доказано, что данная упаковка является самой плотной.
В 2016 году украинский математик Марина Вязовская решила задачу об упаковке шаров в двух пространствах старших размерностей — восьмимерном и, в соавторстве, в 24-мерном.
Решение Вязовской восьмимерного случая занимает всего 23 страницы и является «ошеломляюще простым» по сравнению с 300-страничным текстом и использованием 50 000 строчек программного кода при изложении доказательства гипотезы Кеплера для трёхмерного пространства.
Наивысшая плотность известна только для размерностей пространства 1 (укладка вплотную), 2 (треугольная решётка), 3 (ГЦК, ГП (ГПУ) и другие упаковки, построенные из слоёв треугольной решётки), 8 (решётка E8) и 24 (решётка Лича).
В 2023 году была найдена новая нижняя граница плотности для упаковки сфер произвольно высоких размерностей, улучшив ранее известную асимптотически растущую границу Роджерса 1947 года, что стало первым значительным прогрессом в решении общей проблемы упаковки сфер за 75 лет.

### Заполнение оставшегося пространства
ГЦК и ГП (ГПУ) упаковки являются наиболее плотными известными упаковками одинаковых сфер с максимальной симметрией (наименьшей единицей повторения).
Более плотные упаковки шаров известны, но в них используются сферы разных диаметров.
Для упаковок с плотностью 1, заполняющих пространство полностью, требуется несферические тела, такие как соты, либо бесконечное количество сфер в конечном объёме (сетка Аполлония).

### Соты

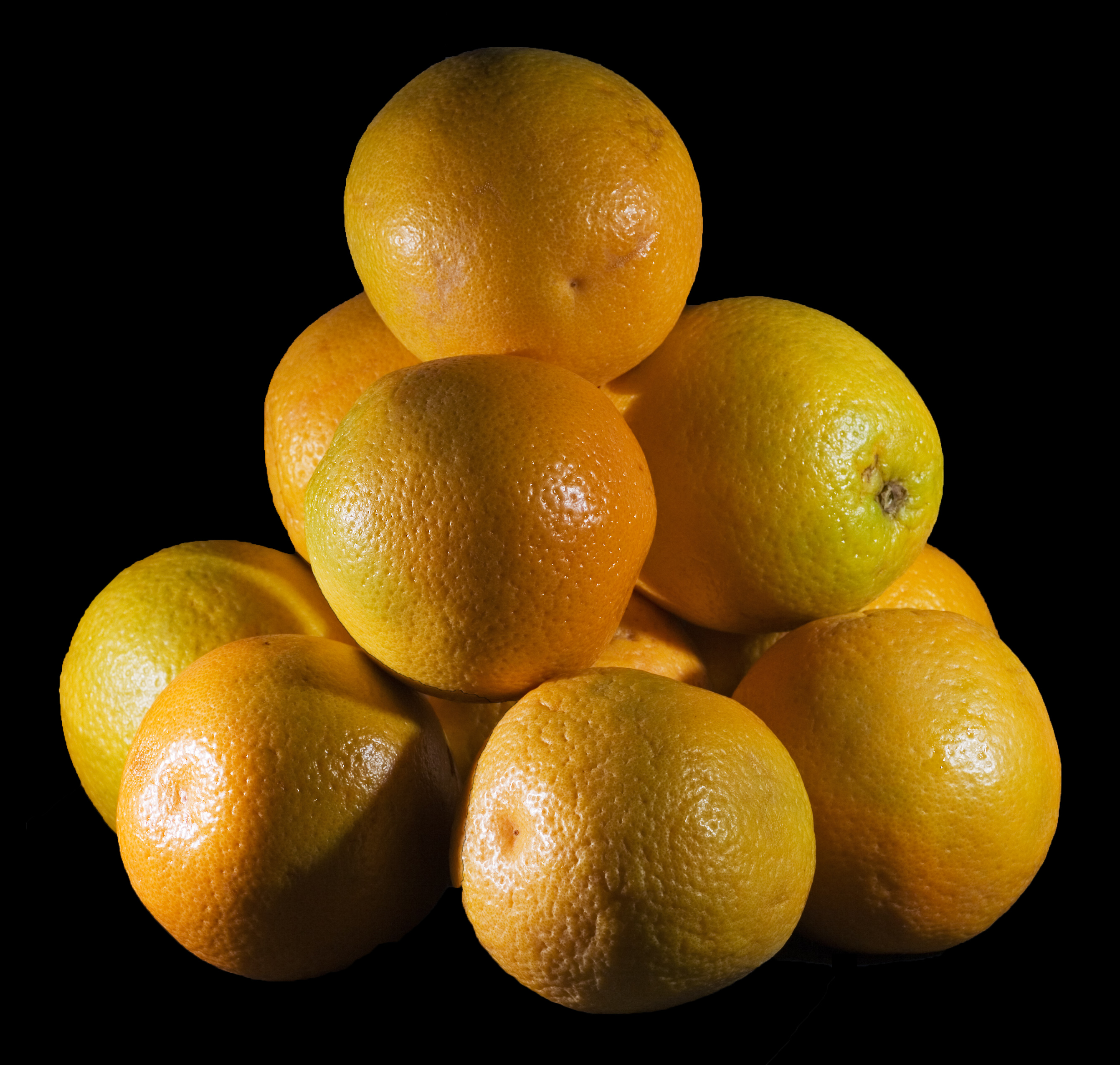
Размещение плодов апельсина в ГП (ГПУ) упаковке.

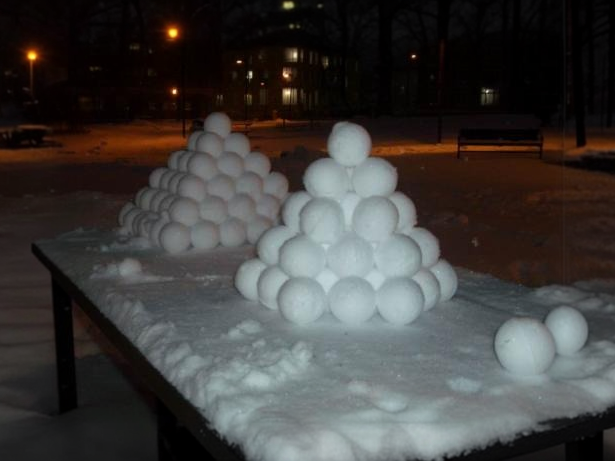
Снежные шары, уложенные для игры в снежки. В передней пирамиде снежки уложены в шестиугольную плотную упаковку, в задней — в гранецентрированную кубическую.

Если заменить каждую точку соприкосновения двух сфер ребром, соединяющим центры соприкасающихся сфер, получим тетраэдры и октаэдры с равными длинами сторон.
ГЦК укладка даёт тетраэдрально-октаэдральные соты.
ГП (ГПУ) укладка даёт повёрнутые тетраэдрально-октаэдральные соты.
Если, вместо этого, любая сфера расширяется точками, которые ближе к ней, чем к любой другой сфере, получаются двойственные соты — ромбододекаэдральные соты для ГЦК и трапецеромбические додекаэдральные сотыдля ГП.
Сферические пузырьки в мыльной воде по схеме ГЦК или ГП (ГПУ), когда вода между пузырьками высыхает, также принимают форму ромбододекаэдральных или трапецеромбических додекаэдральных сот. Однако такие ГЦК или ГП (ГПУ) пены с очень малым содержанием жидкости нестабильны, поскольку для них не выполняется закон Платэ. Пена Кельвина и структура Уэйра и Пелана более устойчивы, имея меньшую межграневую энергию при малом количестве жидкости.

## Плотная упаковка шаров в жизни
Многие кристаллы имеют структуру плотной упаковки одного типа атомов или плотную упаковку больших ионов с меньшими ионами, заполняющими пространство между ними. Как правило, кубическое и шестиугольное расположение очень близки по энергии, и трудно предугадать, какую форму кристалл примет.
Томас Хэрриот около 1585 года предпринял первое размышление с точки зрения математики об укладке шаров в контексте укладки пушечных ядер и рассмотрел ГЦК решётку: пушечные ядра обычно укладывались в прямоугольные или треугольные деревянные каркасы, образуя трёхсторонние или четырёхсторонние пирамиды; обе укладки дают гранецентрированную кубическую решётку и отличаются лишь ориентацией относительно основания. Шестиугольная плотная упаковка приводит к шестиугольной пирамиде. В связи с укладкой пушечных ядер известна и одноимённая задача теории чисел.

## Комментарий
1. ↑  Расстояние до центра тетраэдрической пустой области равно радиусу описанной окружности тетраэдра со стороной 2, то есть {\displaystyle 2{\sqrt {\tfrac {3}{8}}}}. Формулу радиуса описанной окружности прочитать в статье Правильный тетраэдр. Расстояние до центра октаэдрической области равно радиусу описанной окружности этой области с длиной стороны 2. Формулу для радиуса этой области можно получить в статье Октаэдр